# Georges Faugère
Pour les articles homonymes, voir Faugère.
Georges Faugère est un homme politique français né le 27 décembre 1869 à Fonroque (Dordogne) et décédé le 20 août 1936 à Saint-Omer (Pas-de-Calais)

## Biographie
Georges Faugère naît le 27 décembre 1869 à Fonroque, en Dordogne.
Après des études aux facultés de médecine de Bordeaux et de Paris, il obtient son doctorat en 1895. Médecin à Paris puis à Bergerac, il est maire de Faux de 1904 à 1919 et de 1929 à 1936, conseiller d'arrondissement en 1910 puis conseiller général du canton d'Issigeac de 1911 à 1936. Battu aux législatives de 1919, il est élu député du 11 mai 1924 au 31 janvier 1930 (réélu en 1928). Il siège au groupe radical et radical-socialiste et s'intéresse surtout aux questions sociales. Du 14 janvier 1930 au 29 août 1936, il est sénateur de la Dordogne.
Il meurt le 20 août 1936 à Saint-Omer dans le Pas-de-Calais, chez son fils Henri, sous-préfet de Saint-Omer, et est inhumé en Dordogne, à Lanquais.